# 캠프 핸슨
캠프 핸슨(Camp Hansen)은 일본 오키나와현 긴정 있는 미국 해병대의 군영으로, 오키나와 본토에 있는 주요한 군사시설로는 북쪽에서 2번째에 있다.
캠프 스메들리 D. 버틀러의 하부기지이다.

## 기초 정보

### 명칭의 유래
기지의 이름은 오키나와 전투에서 60번 언덕에서 저격당하고 3일 뒤, 회복되지 못하고 1945년 5월 11일에 죽은 제1해병연대 2대대 소속 덴 M. 핸슨 이병의를 기리며 그의 이름에서 따왔다.

### 기초 정보
- 총 면적 51,182,000m2(나고시 1,682,000m2, 온나촌 15,667,000m2, 기노자촌 12,386,000m2, 긴정 21,448m2)
- 군 종업원 수 : 555명(2009년 3월 현재)
- 주둔 해병대 규모 : 총 6천명

## 역사
1958년 5월 1일, 제3전력근무지원단이 창설되었다.
1995년 9월 4일, 캠프에 근무하던 마르크스 길 수병과 캔드릭 레뎃 해병대원을 포함한 3명의 군인이 동네에 살던 12살 초등학생을 해변으로 납치하여 강간하였다. 사건은 타임지를 통해 보도되었고, 한동안 반미감정이 일었다.
2013년 8월 5일 오후4시에 캠프 관할구역인 중부훈련지에서 미국 공군 제18비행단(18th Wing) 예하 제33구조비행전대 소속 HH-60 페이브호크가 추락하였다. 승무원 4명 중에 살아남은 3명은 오키나와 미국 해군병원로 후송되고, 한명은 추락의 충격으로 사망하였다. 시신은 불에 탔으며 감식으로 30세의 조종사인 마크 A. 스미스(Mark A. Smith) 기술하사로 확인되었다. 이후, 계속된 사건 조사로 기체 결합이 아닌 조종사의 판단 실수로 결정지었다.

## 주둔 부대
- 제3해병원정군
- 제31해병원정대
- 제12해병연대
- 제9공병지원대대

## 시설
- 수영장
- 버거킹
- 극장
- 체력단련장 "House of Pain→고통의 집"

### NSA 정보수집시설
에드워드 스노든이 유출하여 더 인터셉트에서 내놓은 기밀문서에 따르면, AN/FRD-10 "Pusher" 안테나를 쓰는 미국 국가안보국의 정보수집시설 "CAMELUS"가 설치되어 있는 기록되어 있다.

## 참고
1. ↑  Desmond, Edward W. (1995년 10월 2일). “RAPE OF AN INNOCENT, DISHONOR IN THE RANKS” (영어). 타임. ISSN 0040-781X. 2018년 1월 15일에 확인함.
2. ↑  “HH-60 helicopter crashes near Camp Hansen, Okinawa” (영어). 제18비행단 공보부. 2013년 8월 5일. 2018년 3월 4일에 확인함.
3. ↑  “Airman killed in Okinawa helicopter crash identified” (영어). 스타스 앤 스트립스. 2013년 8월 10일. 2018년 3월 5일에 원본 문서에서 보존된 문서. 2018년 3월 4일에 확인함.
4. ↑  Travis J. Tritten (2014년 1월 20일). “Pilot error caused Okinawa helicopter crash that killed airman, Air Force says” (영어). 스타스 앤 스트립스. 2018년 3월 4일에 원본 문서에서 보존된 문서. 2018년 3월 4일에 확인함.
5. ↑  “Collection Facility Goes Low-Profile on Okinawa”. 《The Intercept》 (영어). 2017년 11월 20일에 확인함.

- “Camp Hansen, Central Training Area”. 《globalsecurity.org》 (영어). 2018년 3월 4일에 확인함.